# Wietrzychowice (gemeente)
De gemeente Wietrzychowice is een landgemeente in het Poolse woiwodschap Klein-Polen, in powiat Tarnowski.
De zetel van de gemeente is in Wietrzychowice.
Op 30 juni 2004 telde de gemeente 4211 inwoners.

## Oppervlakte gegevens
In 2002 bedroeg de totale oppervlakte van gemeente Wietrzychowice 48,58 km², waarvan:
- agrarisch gebied: 76%
- bossen: 9%

De gemeente beslaat 3,43% van de totale oppervlakte van de powiat.

## Demografie
Stand op 30 juni 2004:
| Omschrijving                   | Totaal | Totaal | Vrouwen | Vrouwen | Mannen | Mannen |
| ------------------------------ | ------ | ------ | ------- | ------- | ------ | ------ |
| eenheid                        | aantal | %      | aantal  | %       | aantal | %      |
| inwoners                       | 4211   | 100    | 2137    | 50,7    | 2074   | 49,3   |
| bevolkingsdichtheid (inw./km²) | 86,7   | 86,7   | 44      | 44      | 42,7   | 42,7   |

In 2002 bedroeg het gemiddelde inkomen per inwoner 1226,84 zł.

## Administratieve plaatsen (sołectwo)
Demblin, Jadowniki Mokre, Miechowice Małe, Miechowice Wielkie, Nowopole, Pałuszyce, Sikorzyce, Wietrzychowice, Wola Rogowska.

## Aangrenzende gemeenten
Gręboszów, Koszyce, Opatowiec, Radłów, Szczurowa, Żabno